# Nicolae Mihăilescu (militar)
Nicolae Mihăilescu (n. 2 octombrie 1871 - d. ?) a fost unul dintre ofițerii Armatei României, care a exercitat comanda unor mari unități și unități militare, pe timp de război, în perioada Primului Război Mondial și operațiilor militare postbelice.

## Cariera militară
În perioada Primului Război Mondial a îndeplinit funcțiile de comandant al Regimentului 65 Infanterie.

## Decorații
- Ordinul „Coroana României”